# Brindley Benn
Brindley Horatio Benn (* 1923; † 11. Dezember 2009 in Georgetown) war ein guyanischer Politiker.

## Biografie
Benn trat der 1950 von Cheddi und dessen Ehefrau Janet Jagan gegründeten People’s Progressive Party (PPP) bei. Dabei nahm er neben den Eheleuten Jagan eine Schlüsselrolle bei den Bemühungen Guyanas um die Souveränität vom Vereinigten Königreich ein. 1957 wurde er von Premierminister Cheddi Jagan zum Minister in dessen Kabinett berufen und war bis 1964 Minister für Erziehung, Nationale und Lokale Entwicklung, Landwirtschaft und Natürliche Ressourcen sowie Stellvertretender Premierminister.
Zu Beginn der 1960er Jahre wurde er von der britischen Kolonialmacht für einige Monate in Haft genommen. Nach seiner Freilassung trat er aus der PPP aus und gründete stattdessen die Working People’s Vanguard Party (WPVG), ehe er 1974 unter anderem mit Walter Rodney die sozialistische Working People’s Alliance (WPA) gründete, die den Widerstand gegen die zunehmend diktatorischere Regierung des People’s National Congress (PNC) unter Premierminister Forbes Burnham bildete.
Als 1992 Cheddi Jagan zum Präsidenten Guyanas gewählt wurde, wurde Benn auf der Liste der PPP zum Mitglied der Nationalversammlung gewählt. Im darauffolgenden Jahr ernannte ihn Jagan zum Hochkommissar (High Commissioner) in Kanada und behielt dieses Amt bis 1998.
Benn, Vater des amtierenden Verkehrsministers Robeson Benn, verstarb nach längerer Krankheit.